# معتمدية الهيشرية
معتمدية الهيشرية إحدى معتمديات الجمهورية التونسية، تابعة لولاية سيدي بوزيد. استُحدثت بأمر حكومي عدد 367 مؤرخ في 16 يونيو 2020 صادر عن رئيس الحكومة إلياس الفخفاخ.